# Mistrzostwa Świata Juniorów w Łyżwiarstwie Szybkim 2015
44. Mistrzostwa świata juniorów w łyżwiarstwie szybkim 2015 – zawody sportowe, które odbyły się w dniach 26 lutego – 1 marca na torze Stegny w Warszawie. Były to drugie w historii mistrzostwa świata w stolicy Polski (pierwsze odbyły się w 1992 roku). Jednocześnie były to też trzecie mistrzostwa świata juniorów rozgrywane w Polsce, MŚJ 2009 odbyły się bowiem w Zakopanem.

## Tabela medalowa
| Lp. | Kraj              | Złoto | Srebro | Brąz | Razem |
| 1   | Holandia          | 7     | 7      | 3    | 17    |
| 2   | Korea Południowa  | 4     | 5      | 1    | 10    |
| 2   | Austria           | 3     | 0      | 0    | 3     |
| 4   | Chiny             | 1     | 2      | 2    | 5     |
| 4   | Szwecja           | 1     | 0      | 0    | 1     |
| 6   | Rosja             | 0     | 1      | 5    | 6     |
| 7   | Norwegia          | 0     | 1      | 0    | 1     |
| 8   | Japonia           | 0     | 0      | 2    | 2     |
| 8   | Stany Zjednoczone | 0     | 0      | 2    | 2     |
| 10  | Kazachstan        | 0     | 0      | 1    | 1     |

## Medale
| Konkurencja      | Złoto                                                        | Srebro                                                                     | Brąz                                                              |
| Mężczyźni        |                                                              |                                                                            |                                                                   |
| 500 metrów       | Kim Jun-ho                                                   | Yang Fan                                                                   | Patrick Roest                                                     |
| 1000 metrów      | Yang Fan                                                     | Patrick Roest                                                              | Stanisław Pałkin                                                  |
| 1500 metrów      | Patrick Roest                                                | Kim Min-seok                                                               | Emery Lehman                                                      |
| 5000 metrów      | Nils van der Poel                                            | Patrick Roest                                                              | Emery Lehman                                                      |
| Start masowy     | Oh Hyun-min                                                  | Marcel Bosker                                                              | Zhou Bin                                                          |
| Wielobój         | Patrick Roest                                                | Kim Min-seok                                                               | Marcel Bosker                                                     |
| Sprint drużynowy | Korea Południowa Kim Min-seok · Kim Jun-ho · Yang Seung-yong | Norwegia Magnus Myrhen Kristensen · Bjørn Magnussen · Henrik Fagerli Rukke | Rosja Daniła Bobyr · Michaił Kazielin · Wiktor Musztakow          |
| Sztafeta         | Holandia Marcel Bosker · Wesly Dijs · Patrick Roest          | Korea Południowa Kim Min-seok · Oh Hyun-min · Park Ki-woong                | Japonia Riki Hayashi · Seitaro Ichinohe · Aoi Yokoyama            |
| Kobiety          |                                                              |                                                                            |                                                                   |
| 500 metrów       | Vanessa Bittner                                              | Darja Kaczanowa                                                            | Sun Nan                                                           |
| 1000 metrów      | Vanessa Bittner                                              | Sanneke de Neeling                                                         | Jelizawieta Kazielina                                             |
| 1500 metrów      | Melissa Wijfje                                               | Sanneke de Neeling                                                         | Park Ji-woo                                                       |
| 3000 metrów      | Melissa Wijfje                                               | Sanneke de Neeling                                                         | Jelizawieta Kazielina                                             |
| Start masowy     | Vanessa Bittner                                              | Park Cho-won                                                               | Melissa Wijfje                                                    |
| Wielobój         | Melissa Wijfje                                               | Sanneke de Neeling                                                         | Jelizawieta Kazielina                                             |
| Sprint drużynowy | Korea Południowa Kim Min-sun · Park Cho-won · Park Ji-woo    | Chiny Lin Xue · Shi Xiaoxuan · Sun Nan                                     | Rosja Darja Kaczanowa · Jelizawieta Kazielina · Anastasija Czepił |
| Sztafeta         | Holandia Sanneke de Neeling · Esmee Visser · Melissa Wijfje  | Korea Południowa Kim Ha-eun · Park Cho-won · Park Ji-woo                   | Japonia Nene Sakai · Ayano Satō · Mizuho Takayama                 |